# Campionati del mondo di atletica leggera indoor 2016 - 1500 metri piani maschili
Ai campionati del mondo di atletica leggera indoor 2016 la specialità dei 1500 metri piani maschili si è svolta nei giorni 18 e 20 marzo 2016 presso l'Oregon Convention Center di Portland, nello Stato federato dell'Oregon negli Stati Uniti d'America.

## Risultati

### Batterie
Qualification: First 3 (Q) and next 3 fastest (q) qualified for the semifinals.
| Class | Batteria | Nome               | Natione       | Tempo   | Note   |
| ----- | -------- | ------------------ | ------------- | ------- | ------ |
| 1     | 2        | Ayanleh Souleiman  | Gibuti        | 3:41.04 | Q      |
| 2     | 2        | Chris O'Hare       | Gran Bretagna | 3:41.09 | Q      |
| 3     | 2        | Robby Andrews      | Stati Uniti   | 3:41.21 | Q      |
| 4     | 2        | Aman Wote          | Etiopia       | 3:41.25 | q      |
| 5     | 2        | Vincent Kibet      | Kenya         | 3:41.42 | q      |
| 6     | 2        | Nicholas Willis    | Nuova Zelanda | 3:41.53 | q      |
| 7     | 2        | Marc Alcalá        | Spagna        | 3:42.02 |        |
| 8     | 1        | Matthew Centrowitz | Stati Uniti   | 3:47.15 | Q      |
| 9     | 1        | Dawit Wolde        | Etiopia       | 3:47.24 | Q      |
| 10    | 1        | Jakub Holuša       | Rep. Ceca     | 3:47.62 | Q      |
| DQ    | 1        | Iván López         | Cile          | 3:48.63 | Doping |
| 11    | 1        | Charlie Grice      | Gran Bretagna | 3:49.03 |        |
| 12    | 1        | Bethwell Birgen    | Kenya         | 3:49.35 |        |
| 13    | 2        | Erick Rodriguez    | Nicaragua     | 3:58.37 | NR     |
| -     | 1        | Manuel Olmedo      | Spagna        | DNF     |        |

### Finale
La corsa è iniziata il 20 marzo 2016 alle ore 14:05.
| Pos | Nome               | Nazione       | Tempo   | Note |
| --- | ------------------ | ------------- | ------- | ---- |
| 1   | Matthew Centrowitz | Stati Uniti   | 3:44.22 |      |
| 2   | Jakub Holuša       | Rep. Ceca     | 3:44.30 |      |
| 3   | Nicholas Willis    | Nuova Zelanda | 3:44.37 |      |
| 4   | Robby Andrews      | Stati Uniti   | 3:44.77 |      |
| 5   | Dawit Wolde        | Etiopia       | 3:44.81 |      |
| 6   | Aman Wote          | Etiopia       | 3:44.86 |      |
| 7   | Vincent Kibet      | Kenya         | 3:45.17 |      |
| 8   | Chris O'Hare       | Gran Bretagna | 3:46.50 |      |
| 9   | Ayanleh Souleiman  | Gibuti        | 3:53.69 |      |